# Overboard (film)
Pour les articles homonymes, voir Overboard.
Pour plus de détails, voir Fiche technique et Distribution.
Overboard est une comédie romantique américaine co-écrite et réalisée par Rob Greenberg, sortie en 2018. Il comprend en vedette Eugenio Derbez, Anna Faris, Eva Longoria, John Hannah et Swoosie Kurtz,. 
Il s'agit d'un remake du film Un couple à la mer (Overboard) de Garry Marshall, sorti en 1987. Au demeurant, les deux films mentionnés sont amplement inspirés de la trame de l’œuvre de Lina Wertmüller Vers un destin insolite sur les flots bleus de l'été (Travolti da un insolito destino nell'azzurro mare d'agosto - 1974).

## Synopsis
Jeune veuve et mère de trois filles, Kate peine à boucler ses fins de mois. Un jour, alors qu'elle enchaîne les petits boulots, elle est chargée de faire le ménage dans le yacht de Leonardo. Riche héritier d'une famille mexicaine fortunée, il se montre particulièrement arrogant, capricieux et surtout désagréable avec Kate. Lors d'une soirée arrosée, il tombe par-dessus bord en pleine mer. Il se réveille sur une plage, amnésique. Dès lors, Kate, voulant se venger après avoir été humiliée par ce dernier, décide alors d'en profiter et le fait passer pour son époux. Déboussolé, Leonardo découvre une nouvelle vie, où il doit arrêter de boire, habiter chez Kate et surtout se mettre à travailler...

## Fiche technique
- Titre original et français : Overboard
- Réalisation : Rob Greenberg
- Scénario : Rob Greenberg, Bob Fisher et Leslie Dixon
- Photographie : Michael Barrett
- Montage : Lee Haxall
- Musique : Lyle Waxman
- Producteurs : Eugenio Derbez, Benjamin Odell et Bob Fisher
- Sociétés de production : Metro Goldwyn Mayer et Pantelion
- Société de distribution : Lionsgate (États-Unis)
- Pays d'origine :  États-Unis
- Langue originale : anglais
- Genre : comédie romantique
- Dates de sortie :
  - États-Unis : 4 mai 2018
  - France : 17 juin 2019 (sur Canal + Cinéma)

## Distribution
- Eugenio Derbez[3] (VF : Benjamin Penamaria) : Leonardo Montenegro
- Anna Faris[3] (VF : Ingrid Donnadieu) : Kate Sullivan
- Eva Longoria[4],[2] (VF : Odile Schmitt) : Theresa
- John Hannah[2] (VF : Georges Caudron) : Colin
- Swoosie Kurtz[2] (VF : Sylvie Genty) : Grace
- Mel Rodriguez (VF : Jean-Luc Atlan) : Bobby
- Josh Segarra : Jason
- Hannah Nordberg (VF : Maryne Bertieaux) : Emily Sullivan
- Alyvia Alyn Lind : Olivia Sullivan
- Payton Lepinski : Molly Sullivan
- Fernando Luján : Papi Montenegro
- Cecilia Suárez : Magdalena Montenegro
- Mariana Treviño : Sofia Montenegro
- Jesús Ochoa : Vito
- Omar Chaparro : Burro
- Adrian Uribe : Burrito
- Javier Lacroix : Carlos, le cuisinier
- Edgar Vivar : le gastroentérologue

Photos des acteurs
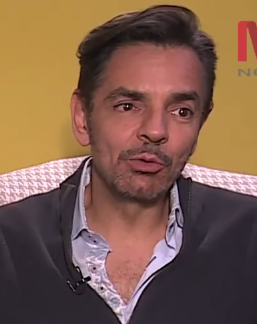
Eugenio Derbez
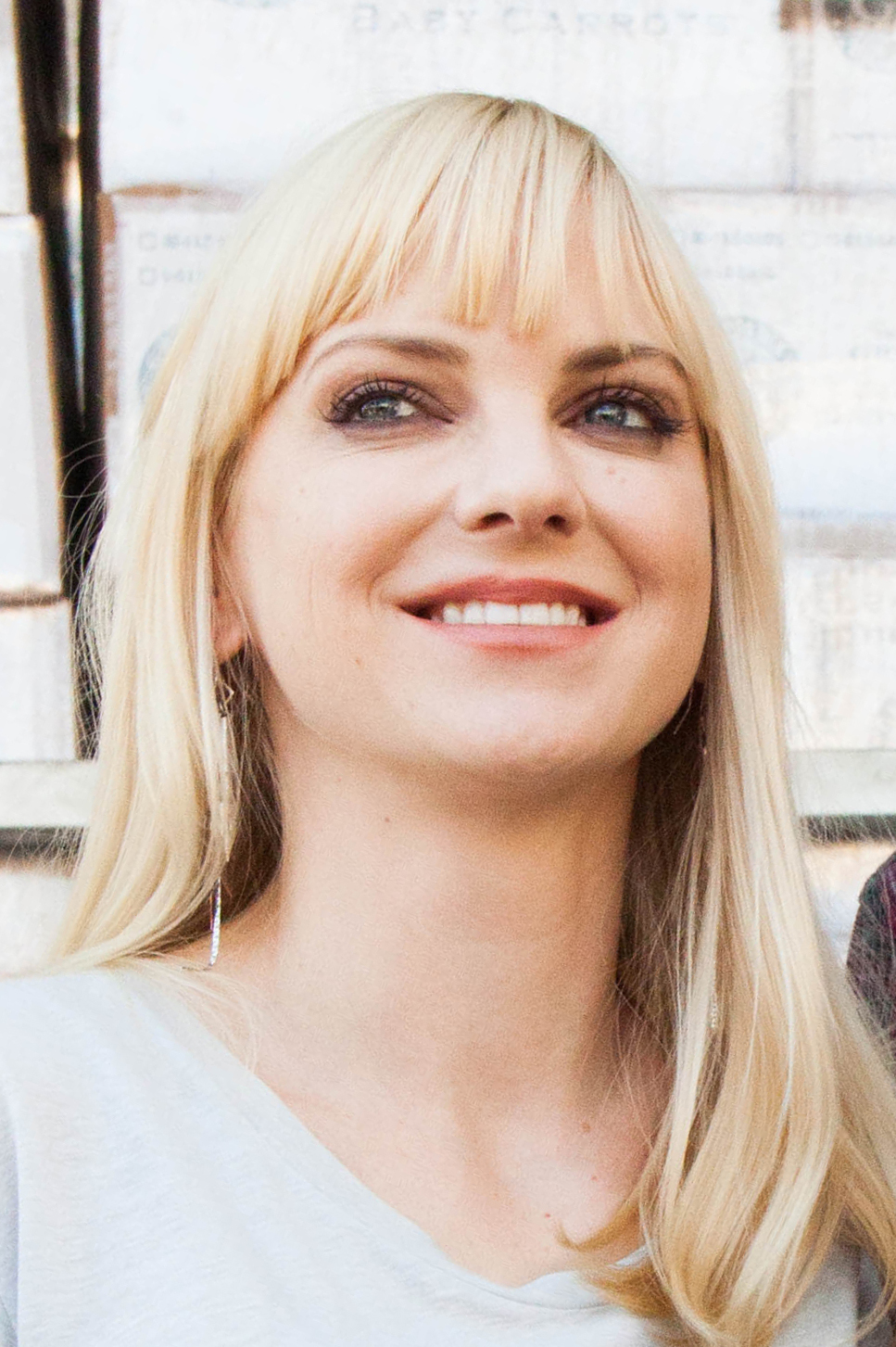
Anna Faris
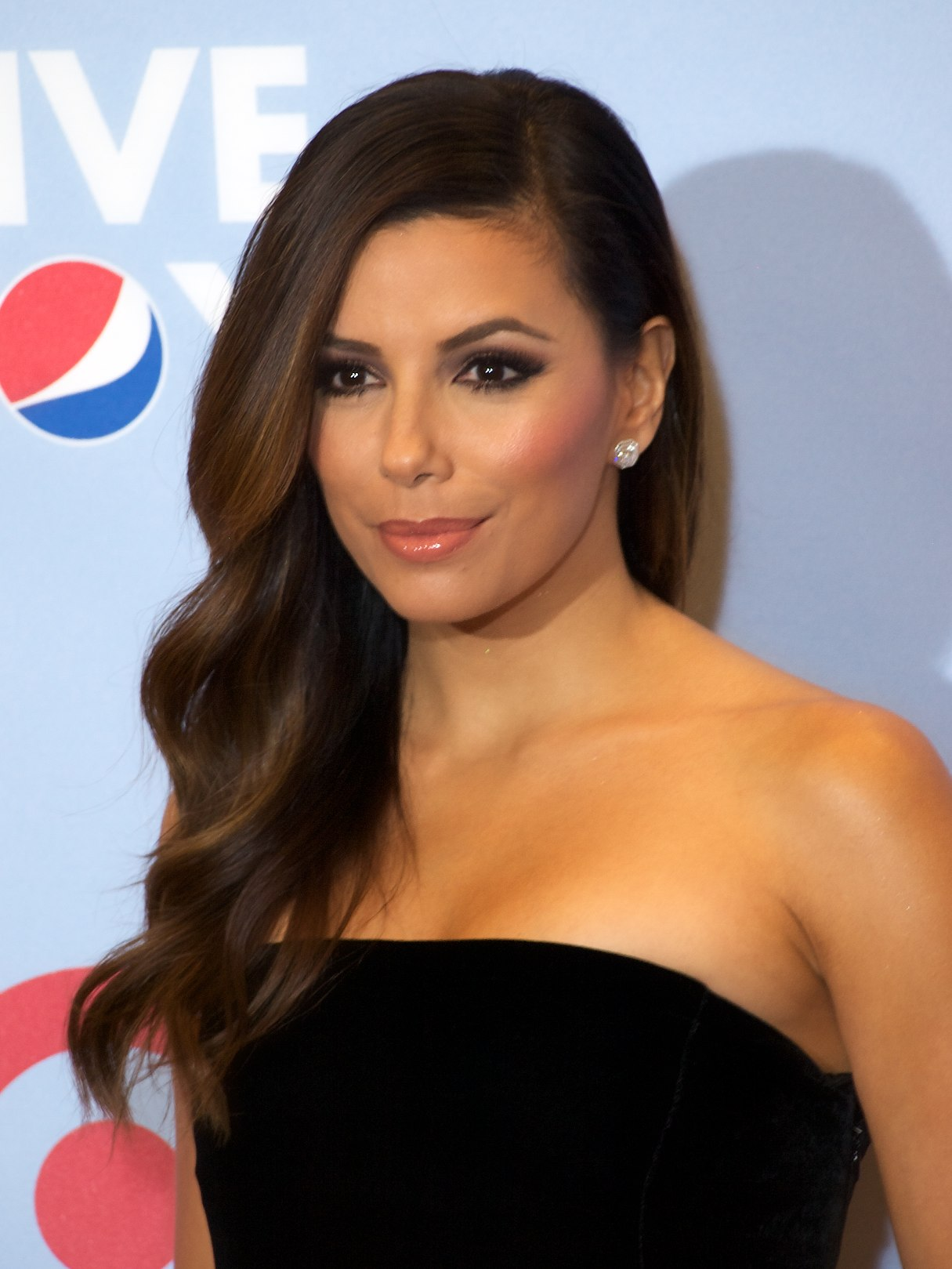
Eva Longoria
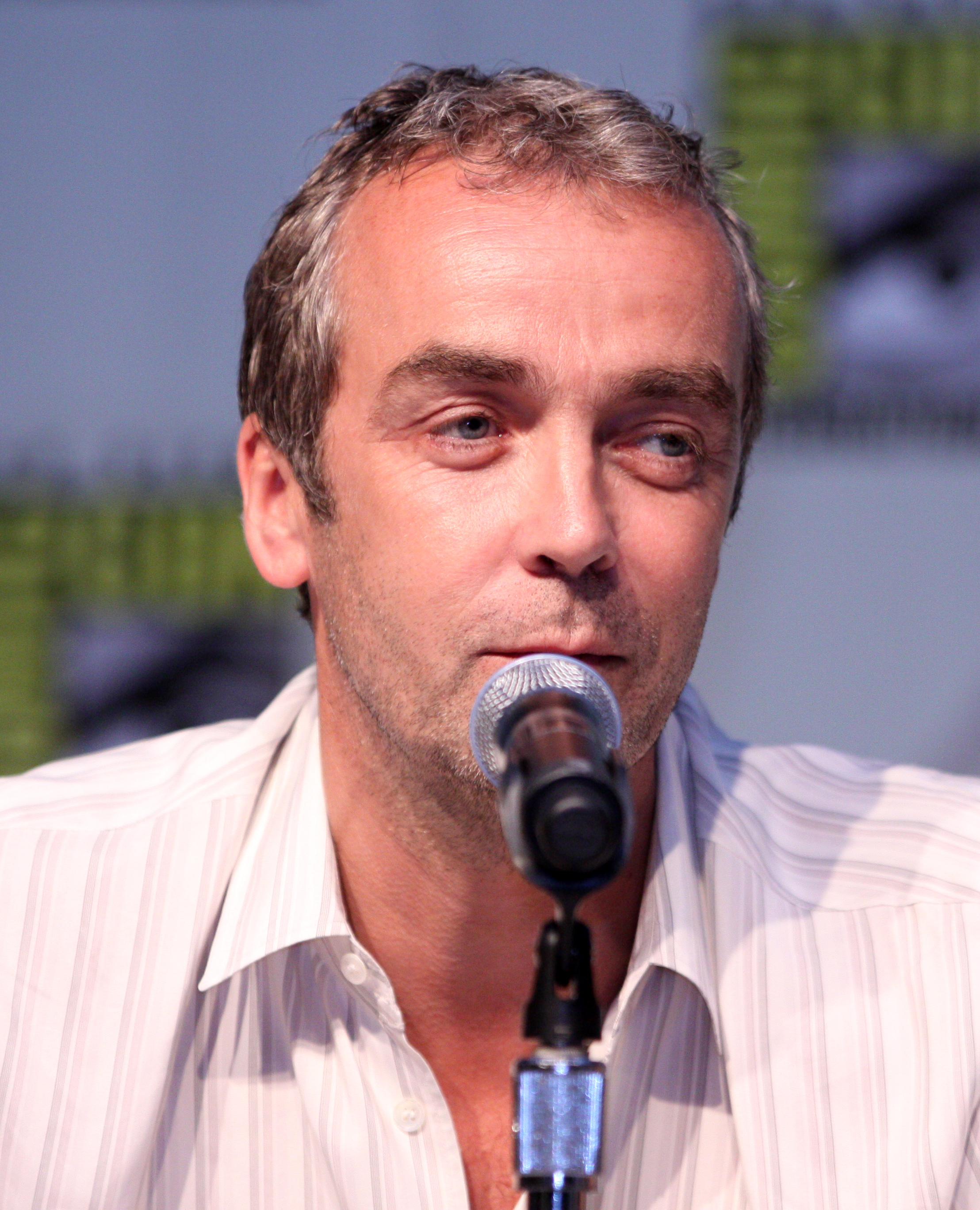
John Hannah
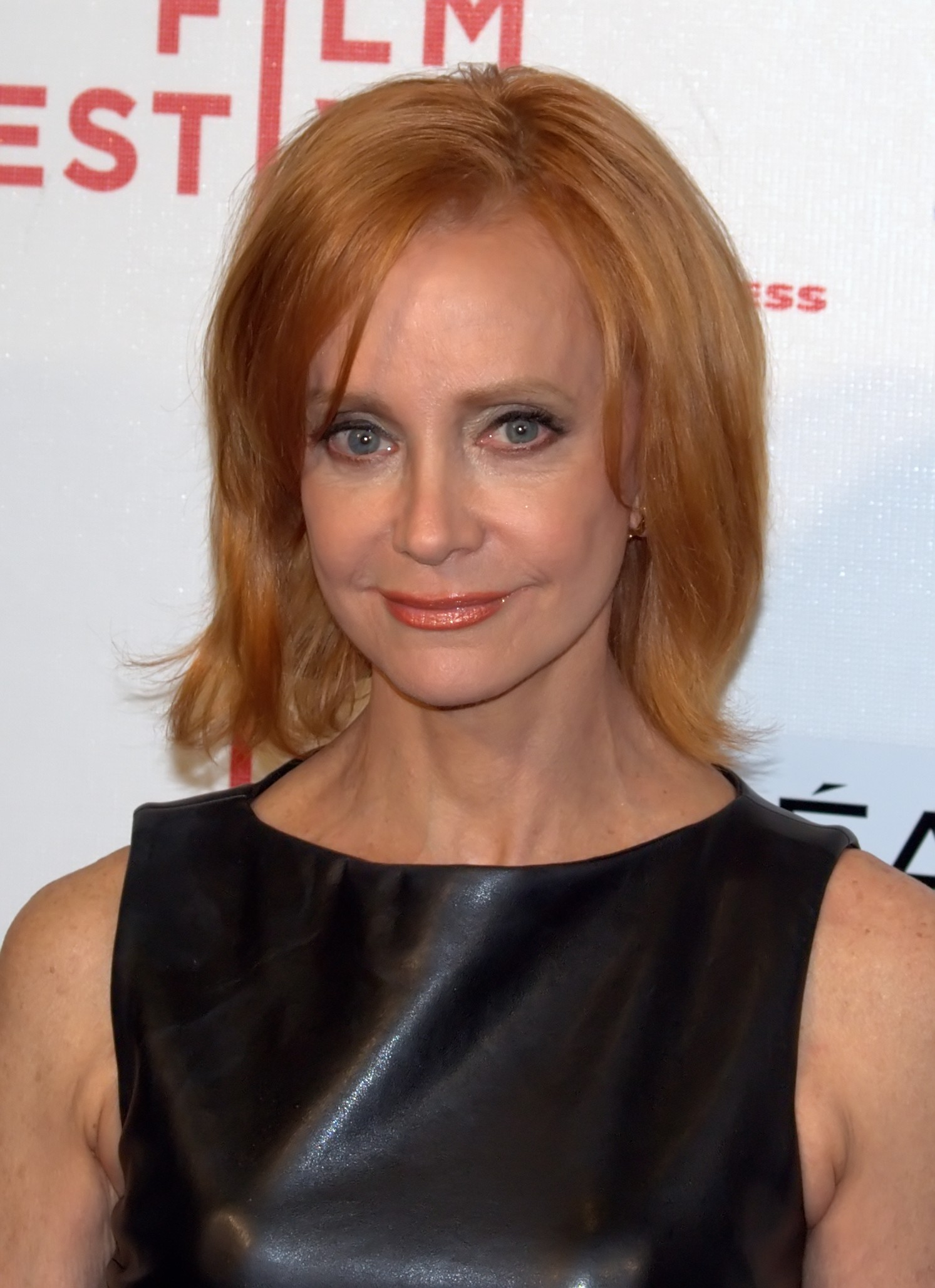
Swoosie Kurtz

## Production

### Développement
En mars 2017, il est annoncé que Anna Faris et Eugenio Derbez seront les vedettes principales du remake du film Overboard qui sera dirigé par Rob Greenberg et co-dirigé par Bob Fisher. Le même mois, Eva Longoria rejoint le casting.

### Tournage
Le film est tourné à Vancouver, au Canada dès mai 2017.

## Accueil

### Box-office
Le film sort le 13 avril 2018 aux États-Unis.

## Distinctions
Récompenses :
- 2018 : Imagen Awards :
  - Meilleure actrice - Long métrage pour Eva Longoria
  - Meilleur acteur - Long métrage pour Eugenio Derbez

Nominations :
- 2018 : Imagen Awards :
  - Meilleur film
  - Meilleur acteur - Long métrage pour Mel Rodriguez

- 2018 : 20e cérémonie des Teen Choice Awards : 
  - Meilleur film comique
  - Meilleur acteur dans un film comique pour Eugenio Derbez
  - Meilleure actrice dans un film comique pour Anna Faris